# BOSS (artefactos musicales)
Boss es un fabricante de pedales de efectos para guitarra eléctrica y bajo. Es una división de la Roland Corporation, un fabricante japonés que se especializa en equipos y accesorios musicales. Durante muchos años ha fabricado una gama de productos relacionados con el procesamiento de efectos de guitarras, incluidos los pedales "compact" (sencillo) y "twin" (doble), pedales multi-efectos, afinadores electrónicos, y pedaleras (pedalboards en inglés).

#### Overdrive/distorsión

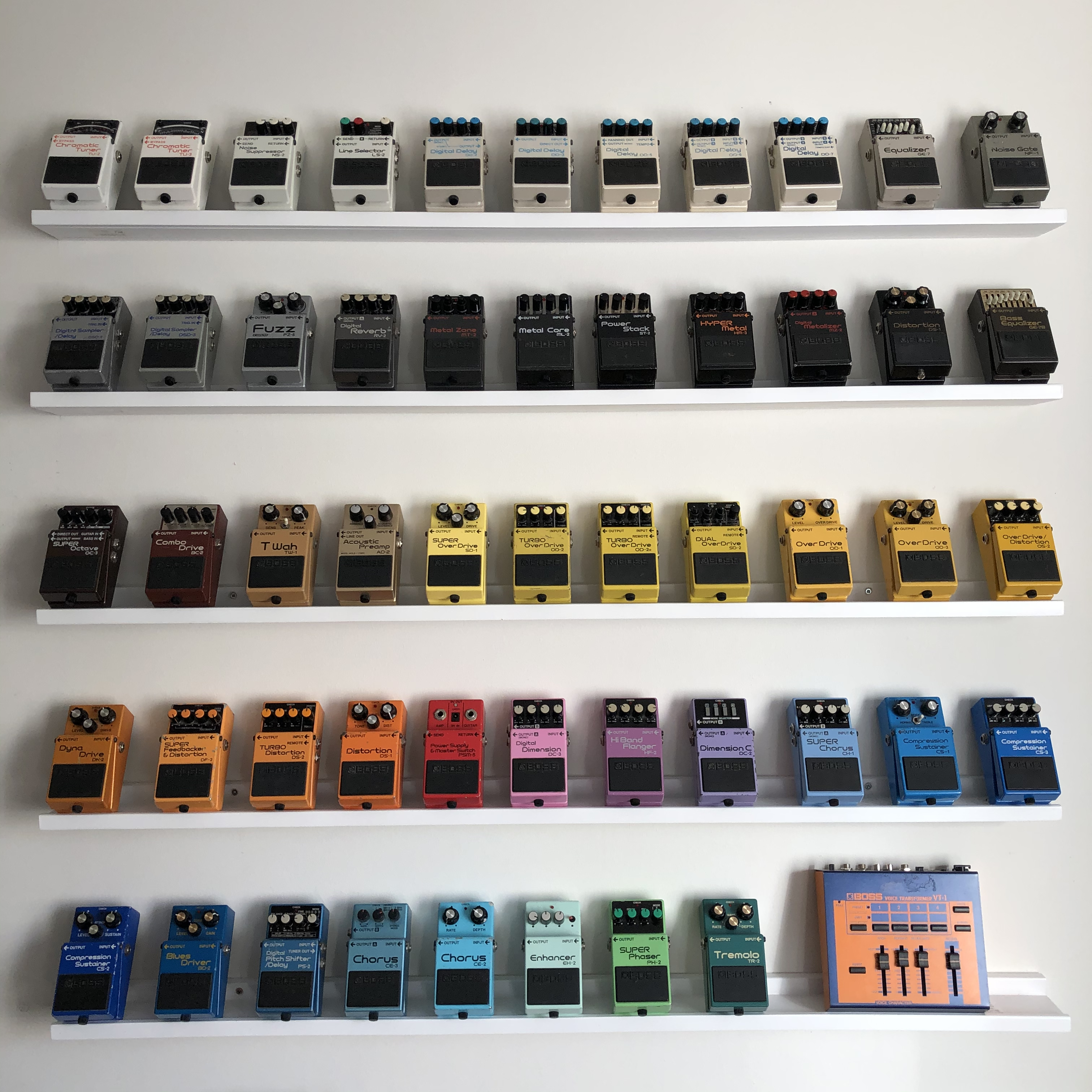
Algunos productos de BOSS.

## Productos

### OverDrive
- OD-1 OverDrive
- OD-2 Turbo OverDrive
- OD-3 OverDrive
- SD-1 Super OverDrive
- SD-2 Dual OverDrive
- BD-2 Blues Driver
- DN-2 Dyna Drive
- OS-2 OverDrive/Distortion

### Distortion
- DS-1 Distortion
- DA-2 Adaptive Distortion
- DS-2 Turbo Distortion
- MD-2 Mega Distortion
- DF-2 Super Feedbacker & Distortion
- PD-1 Rocker Distortion
- XT-2 Xtortion
- PW-2 Power Driver
- JB-2 Angry Driver

### Fuzz
- TB-2 Tone Bender

- FZ-2 Hyper Fuzz

- FZ-3 Fuzz
- FZ-5 Fuzz

### High Gain
- HM-2 Heavy Metal
- HM-3 Hyper Metal
- MZ-2 Digital Metalizer
- MT-2 Metal Zone
- ML-2 Metal Core

### Modulación
- CE-1 Chorus Ensemble
- CE-2 Chorus
- CE-3 Chorus
- CE-5 Chorus Ensemble
- CH-1 Super Chorus
- CE-2 Chorus

- DC-2 Dimension C
- DC-3 Digital Dimension
- DC-3 Digital Space D

- PH-1 Phaser
- PH-1r Phaser
- PH-2 Super Phaser
- PH-3 Phase Shifter

- MO-2 Multi Overtone

- VB-2 Vibrato

- TR-2 Tremolo
- PN-2 Tremolo/Pan

- BF-2 Flanger
- BF-3 Flanger

- RT-2 Rotary Ensemble

### Reverberación
- RV-2 Digital Reverb
- RV-3 Reverb/Delay
- RV-5 Digital Reverb
- RV-6 Reverb

### Delay
- DSD-2 Digital Sample/Delay
- DSD-3 Digital Sampler/Delay
- DM-2 Analog Delay
- DM-3 Analog Delay
- DD-2 Digital Delay
- DD-3 Digital Delay
- DD-3T Digital Delay
- DD-5 Digital Delay
- DD-6 Digital Delay
- DD-7 Digital Delay
- DD-8 Digital Delay
- SDE-3 Dual Digital Delay

### Eco
- TE-2 Tera Echo
- RE-2 Space Echo

### Ecualizadores/Tonalidad
- TW-1 T Wah
- AW-2 Auto Wah
- AW-3 Dynamic Wah
- FT-2 Dynamic Filter
- FW-3 Foot Wah pedal de expresión de Wah-Wah
- PW-3 Wah Pedal
- GE-6 Equalizer
- GE-7 Equalizer
- PQ-4 Parametric Equalizer
- SP-1 Spectrum

### Simulador de Guitarra Acústica
- AC-2 Acoustic Simulator
- AC-3 Acoustic Simulator

### Moduladores de tono
- PS-2 Digital Pitch Shifter/Delay
- PS-3 Digital Pitch Shifter/Delay
- HR-2 Harmonist
- PS-5 Super Shifter
- PS-6 Harmonist

- OC-2 Octave
- OC-3 Super Octave
- OC-5 Octave

- SG-1 Slow Gear
- SY-1 Synthesizer
- SL-2 Slicer

### Serie 200/500
- EQ-200 Graphic Equalizer
- OD-200 Hybrid Drive
- MD-200 Modulation
- DD-200 Digital Delay
- RC-300 Loop Station
- VE-500 Vocal Performer
- DD-500 Digital Delay
- MD-500 Modulation
- RV-500 Reverb
- RC-500 Loop Station

### Preamplificadores compactos
- FRV-1 Fender ’63 -  Simulador de amplificador basado en Fender Reverb de 1963
- FBM-1 Fender ’59 Bassman- Simulador de amplificador basado en el Fender Bassman de 1959
- FDR-1 Fender ’65 Deluxe Reverb - Simulador de amplificador basado en Fender Deluxe Reverb de 1965

- GP-20 Amp Factory- Simulador de 22 amplificadores diferentes
- IR-2 Amp & Cabinet- Simulador de 11 amplificadores diferentes e IR de pantalla de Celestion Digital

- BC-2 Combo Drive
- ST-2 Power Stack

- AD-2 Acoustic Preamp
- AD-10 Acoustic Preamp

### amplificador portable
- MA-1 Mascot Amplifier

### Primera version de Preamp
- B-100 The Boss
- FA-1 Fet Amplifier

### Compresores/Limitadores
- CS-3 Compression Sustainer
- LM-2 Limiter

### Looperas
- RC-1 Loop Station
- RC-2 Loop Station
- RC-3 Loop Station
- RC-20 Loop Station
- RC-30 Loop Station
- RC-50 Loop Station
- RC-5 Loop Station

### Otros
- LS-2 Line Selector
- NF-1 Noise Gate
- NS-2 Noise Suppressor
- TU-2 Chromatic Tuner
- TU-3 Chromatic Tuner
- BN-2 Blender
- PV-1 Rocker Volume
- PSM-5 Power Supply & Master Switch

### Preamp y Vocal
- VE-8 Acoustic Singer

### Vocal
VO-1 Vocoder

### Serie Waza Craft
- SD-1W Super Overdrive
- BD-2W Blues Driver
- DS-1W Distortion
- TB-2W Tone Bender
- FZ-2W Fuzz
- MT-2W Metal Zone
- HM-2W Heavy Metal
- CE-2 Chorus
- DC-2W Dimension C
- VB-2W Vibrato
- DM-2 Analog Delay
- BP-1W Booster/Preamp
- TU-3W Chromatic Turner

### Serie con tecnologia MDP (multi dimensional processing)
- OD-1X OverDrive
- DS-1X Distortion
- CS-1X Compression Sustainer
- NS-1X Noise Suppressor
- BC-1X Bass Compressor
- BB-1X Bass Driver

### Serie Twin
- OD-20 Drive Zone
- CE-20 Chorus Ensemble
- EQ-20 Advanced EQ
- DD-20 Giga Delay
- RC-20XL Loop Station
- RT-20 Rotary Ensemble
- RE-20 Space Echo
- SL-20 Slicer
- WP-20G Wave Processor
- OC-20G Poly Octave
- GP-20 Amp Factory
- VE-20 Vocal Performer

### Serie Rocker
- PD-1 Rocker Distortion
- PW-1 Rocker Wah
- PV-1 Rocker Volume

### Pedales sencillos para bajo
- ODB-3 Bass Overdrive
- CEB-3 Bass Chorus
- GEB-7 Bass Equalizer
- LMB-3 Bass Limiter Enhancer
- SYB-3 Bass Synthesizer
- SYB-5 Bass Synthesizer
- BC-1X Bass Compressor
- BB-1X Bass Driver

### Máquina de Ritmos
- Boss Doctor Rhythm DR-110
- Boss Doctor Rhythm DR-202
- Boss Doctor Rhythm DR-220
- Boss Doctor Rhythm DR-3
- Boss Doctor Rhythm DR-550
- Boss Doctor Rhythm DR-660
- Boss Doctor Rhythm DR-670
- Boss Doctor Rhythm DR-770
- Boss Doctor Rhythm DR-880

### Pad de Percusiones
HC-2 Hand Clapper Drum Synth
PC-2 Percussion Synthesizer

### Pedales multi-efectos
- GX-100 procesador de efectos para guitarra
- GT-1000 procesador de Efectos para guitarra
- GT-1 & GT-1B procesador de Efectos para Guitarra/Bajo
- GT-100 Procesador de Efectos para Guitarra
- GT-10 & GT-10B Procesador de Efectos para Guitarra/Bajo
- GT-8 Procesador de Efectos para Guitarra eléctrica
- GT-6 & GT-6B Procesador de Efectos para Guitarra/Bajo.
- GT-PRO - Procesador de Efectos (rack-mounted)

- ME-90 & ME-90B - Nuevas multiefectos sucesoras de la serie ME-80 & ME-50B.
- ME-80 - multiefectos de la serie ME-70.
- ME-70 - multiefectos de la serie ME-50.
- ME-50 & ME-50B - multiefectos para Guitarra y Bajo
- ME-20 & ME-20B - multiefectos para Guitarra y Bajo
- ME-33 - multiefectos para Guitarra y Bajo
- ME-30 - multiefectos para guitarra y bajo
- ME-25 - multiefectos con conexión USB.
- ME-10 - multiefectos
- ME-8 - multiefectos
- ME-6 & ME-6B - multiefectos  para Guitarra y Bajo
- ME-5 - multiefectos

- GT-5 - multiefectos
- GT-3 - multiefectos

- BE-5 & BE-5B 5 pedales especialmente seleccionados para guitarra y bajo

- ES-8 - Effects Switching System

### Multipistas para grabación
- Boss Micro BR4 track
- Boss BR 532 4 track
- Boss BR 600 8 track

## Cronología de pedales compactos Boss
- 1977: OD-1 Overdrive, SP-1 Spectrum, PH-1 Phaser, GE-6 Graphic Equalizer, CS-1 Compression Sustainer, Touch Wah TW-1
- 1978: DS-1 Distortion
- 1979: NF-1 Noise Gate, SG-1 Slow Gear, CE-2 Chorus
- 1980: BF-2 Flanger, PH-1R Phaser
- 1981: DM-2 Delay, SD-1 Super Overdrive, GE-7 Equalizer, CS-2 Compression Sustainer
- 1982: OC-2 Octave, VB-2 Vibrato, CE-3 Chorus
- 1983: DD-2 Digital Delay, HM-2 Heavy Metal, PSM-5 Power Supply & Master Switch
- 1984: PH-2 Super Phaser, DF-2 Super Distortion & Feedbacker (posteriormente cambiado a Super Feedbacker & Distortion), DM-3 Delay
- 1985: OD-2 Turbo Overdrive, DSD-2 Digital Sampler/Delay, HF-2 Hi Band Flanger, DC-2 Dimension C
- 1986: DSD-3 Digital Sampler/Delay, DD-3 Digital Delay, CS-3 Compression Sustainer, FT-2 Dynamic Filter
- 1987: CE-2B Bass Chorus, BF-2B Bass Flanger, GE-7B Bass Equalizer, LM-2 Limiter, NS-2 Noise Suppressor, PS-2 Digital Pitch Shifter/Delay, DS-2 Turbo Distortion, MZ-2 Digital Metalizer, RV-2 Digital Reverb
- 1988: DC-3 Digital Space-D (posteriormente Digital Dimension)
- 1989: CH-1 Super Chorus
- 1990: EH-2 Enhancer, LM-2B Bass Limiter, OS-2 Overdrive Distortion, PN-2 Tremolo Pan
- 1991: MT-2 Metal Zone, PQ-4 Parametric Equalizer, PQ-3B Bass Parametric Equalizer, AW-2 Auto Wah, CE-5 Chorus Ensemble, LS-2 Line Selector
- 1992: CEB-3 Bass Chorus
- 1993: FZ-2 Hyper Fuzz, HM-3 Hyper Metal, SD-2 Dual Overdrive
- 1994: PS-3 Digital Pitch Shifter/Delay, RV-3 Digital Reverb/Delay, ODB-3 Bass Overdrive, OD-2R Turbo Overdrive, HR-2 Harmonist
- 1995: BD-2 Blues Driver, LMB-3 Bass Limiter Enhancer, GEB-7 Bass Equalizer, DD-5 Digital Delay
- 1996: PW-2 Power Driver, SYB-3 Bass Synthesizer, XT-2 Xtortion
- 1997: TR-2 Tremolo, AC-2 Acoustic Simulator, FZ-3 Fuzz, OD-3 Overdrive
- 1998: TU-2 Chromatic Tuner
- 1999: PS-5 Super Shifter
- 2000: AW-3 Dynamic Wah, PH-3 Phase Shifter
- 2001: MD-2 Mega Distortion
- 2002: BF-3 Flanger, RV-5 Digital Reverb, DD-6 Digital Delay
- 2003: OC-3 Super Octave
- 2004: SYB-5 Bass Synthesizer
- 2006: AC-3 Acoustic Simulator, RC-2 Loop Station
- 2007: DN-2 Dyna Drive, FBM-1 Bassman, FDR-1 Deluxe Reverb, FZ-5 Fuzz, ML-2 Metal Core
- 2008: DD-7 Digital Delay
- 2009: FRV-1 Fender Reverb
- 2010: TU-3 Chromatic Tuner, PS-6 Harmonist, ST-2 Power Stack
- 2011: RC-3 Loop Station, BC-2 Combo Drive, FB-2 Feedbacker/Booster
- 2013: MO-2 Multi Overtone, DA-2 Adaptive Distortion, TE-2 Tera Echo
- 2014: OD-1X Overdrive, DS-1X Distortion, RC-1 Loop Station,
- 2015: BB-1X Bass Driver, RV-6 Reverb, SD-1w Super Overdrive Waza Craft, BD-2w Blues Driver Waza Craft, DM-2w Delay Waza Craft
- 2016: VO-1 Vocoder, AD-2 Acoustic Preamp, CP-1X Compressor, BC-1X Bass Comp
- 2017: DS-1 Distortion 4A, CE-2w Chorus Waza Craft, VB-2w Vibrato Waza Craft, TU-3w Chromatic Tuner Waza Craft
- 2018: JB-2 Angry Driver, MZ-2w Metal Zone Waza Craft, DC-2w Dimension C Waza Craft
- 2019: SY-1 Synthesizer, EQ-200 Equalizer, OD-200 Hybrid Drive, DD-200 Digital Delay, MD-200, DD-3T Digital Delay, DD-8 Digital Delay, RC-10R Record Loop Station
- 2020: RC-5 Loop Station, OC-5 Octave